# Franz von Zierotin
Franz von Zierotin (zm. 1755) – starszy z synów Franza Ludwiga von Zierotina i Luise Karoline von Zierotin (z linii z Velkich Losin). 

## Życiorys
W latach 1731–1748, wspólnie z bratem Michaelem, był dziedzicem dóbr po swoim ojcu (Franzu Ludwigu), w tym państwa stanowego Niemodlin. Z uwagi na niepełnoletniość braci dobrami do roku 1743 administrowała jego matka, przy znacznej pomocy swojego brata, Johanna Ludwiga z Velkich Losin. W wyniku dokonanego w 1748 podziału Franz von Zierotin objął morawską część dóbr. 
Zmarł bezpotomnie jako kawaler.